# Jane Seymour
Jane Seymour (gennaio 1509 – Hampton Court, 24 ottobre 1537) è stata regina consorte d'Inghilterra e Irlanda, dal 1536 al 1537, come terza moglie di Enrico VIII Tudor. Dama di compagnia di Anna Bolena, le succedette al trono dopo soli undici giorni dalla sua decapitazione. Riuscì a mettere al mondo un figlio maschio erede al trono, Edoardo VI, ma morì dodici giorni dopo per setticemia, all'epoca definita febbre puerperale, dopo appena un anno di regno. Non fu mai incoronata.

## Biografia
Jane era la quinta figlia di sir John Seymour e di Margery Wentworth. La famiglia Seymour non era particolarmente ricca, ma poteva vantare antiche e nobili origini: il padre di Jane venne nominato cavaliere da Enrico VII sul campo di Blackheath, mentre la madre discendeva dal re Edoardo III, rendendola imparentata con le casate più importanti del regno, tra cui gli Howard e i Boleyn (e quindi cugina di Anna e della futura quinta moglie del re, Caterina Howard). Tale parentela dovette aver certo agevolato in un secondo momento il successo a corte dei Seymour. La coppia ebbe numerosi figli (dei quali solo tre non raggiunsero l'età adulta) ed entrambi discendevano da famiglie fertili, fattore che poi avrebbe di fatto contribuito a risaltare Jane agli occhi del re.
La sua esatta data di nascita rimane incerta, anche se viene fatta risalire convenzionalmente al 1509. L'ambasciatore imperiale Eustace Chapuys indica nel suo dispaccio del 18 maggio 1536 che aveva già più di venticinque anni: dopo il 1510 non poteva dunque essere nata. Ventotto erano le damigelle che presero parte al suo corteo funebre, una per ogni anno della defunta, com'era costume dell'epoca. Jane non aveva goduto dell'istruzione di Caterina d'Aragona e Anna Bolena, ma come tutte le nobildonne del suo rango sapeva leggere e scrivere. In quanto membro della corte di Caterina d'Aragona e Anna Bolena non si esclude anche una minima conoscenza del francese e del latino e qualche nozione di musica. Era un'entusiasta cacciatrice, come dimostrano le sue frequenti battute di caccia in compagnia del re. 
Per un breve periodo, il nome di Jane fu associato a quello del gentiluomo William Dormer, figlio ed erede di una facoltosa famiglia del Buckinghamshire ma senza che ne seguisse un vero e proprio fidanzamento ufficiale tra i due .
Tra il 1527 e il 1529, divenne dama di compagnia della regina Caterina d'Aragona, con cui condivideva la fervente fede cattolica e per la quale doveva provare un sincero affetto e una profonda ammirazione, affetto che, una volta regina, si sarebbe concretizzato nel perorare gli interessi della figlia di lei, la principessa Maria. Caterina ebbe un grande ascendente sulla giovane; infatti il suo abbigliamento, il modo di approcciarsi al marito e l'orientamento politico durante il suo breve regno avrebbero ricordato quello della prima regina. Si deve notare che Jane non era tra le dame che avevano seguito Caterina in esilio servendola fedelmente fino alla sua morte: impossibile sapere se le era stato impedito o se invece era stata invece una sua scelta pragmatica. Seguire l'ex regina in miseria avrebbe infatti determinato la fine della sua carriera a corte.

### La salita al potere
Jane probabilmente incontrò il re nel 1536 a Wolf Hall, già proprietà dei Seymour; la giovane Jane aveva all'incirca ventisette anni e il re, ormai quarantacinquenne, ne rimase colpito.
La regina Anna, dopo l'aborto spontaneo di un figlio maschio il 29 gennaio 1536, non era più ritenuta in grado di generare eredi vivi. A peggiorare la situazione, contribuiva il fatto che Anna non era mai riuscita a costruirsi una solida base di consenso, neppure fra i parenti stretti come il duca di Norfolk, che oltre a non averne stima, non ne condivideva nemmeno le idee religiose.
Molto meno sofisticata della regina, Jane appariva agli occhi dei contemporanei come una donna di buon senso, casta e, provenendo da una famiglia numerosa, certamente fertile: in riferimento alla sua personalità, John Russell la definì come "la più bella tra le mogli del re".
Per contro, l'ambasciatore Chapuys, in una lettera datata 18 maggio 1536, ovvero un solo giorno prima dell'esecuzione di Anna Bolena, definì Jane Seymour come "orgogliosa e altezzosa… non di grande intelligenza" e "di media statura e non molto bella con l’incarnato tanto chiaro da poter essere anzi definita pallida".

### Il matrimonio con Enrico VIII
Accusata di alto tradimento, stregoneria, incesto e adulterio – accuse con ogni probabilità infondate – Anna Bolena fu decapitata, insieme con i suoi presunti complici, compreso il suo stesso fratello, il 19 maggio 1536: con un bizzarro rituale, appena due giorni prima, l'arcivescovo Cranmer aveva dichiarato nullo il suo matrimonio con Enrico VIII. Il fidanzamento segreto del sovrano con Jane ebbe luogo a Hampton Court la mattina del 20 maggio con sontuosa magnificenza ed esattamente dieci giorni dopo si tenne il matrimonio.
Enrico non era più "il più bel principe della cristianità", come veniva definito un tempo. Aveva ormai quarantacinque anni, un'età, per l'epoca, ormai avanzata, stava diventando calvo, soffriva di piaghe ulcerose alle gambe dovute alla gotta e al diabete e cominciava a mostrare una tendenza all'obesità, ma Jane apparve remissiva, modesta e soddisfatta del suo nuovo ruolo di regale consorte; il motto che scelse, in perfetta sintonia con il suo carattere fu: "Bound to obey and serve" ovvero "Tenuta a ubbidire e servire".

### I mesi come regina
Amata dai sudditi, dal monarca e dalla figliastra, il destino di Jane appariva dunque invidiabile e il 12 ottobre 1537, dopo un travaglio durato tre giorni, la regina diede alla luce il tanto sospirato erede maschio a cui venne dato il nome di Edoardo e che ebbe i titoli di principe di Galles, duca di Cornovaglia e conte di Carnarvon.
La regina si riprese dal parto abbastanza in fretta da ricevere i numerosi ospiti al battesimo del figlio e scrivere una lettera indirizzata al consiglio della corona in cui ringraziava Dio per la nascita di un maschio; tuttavia, nel giro di alcuni giorni, cominciò a manifestare diarrea e febbre, sintomi di quella che all'epoca era definita febbre puerperale, ovvero setticemia, probabilmente in seguito a una mancata espulsione della placenta o a una lacerazione del perineo, conseguenza del travaglio prolungato.
Il giorno 24 ottobre 1537, dopo una breve agonia, Jane Seymour si spense nel palazzo di Hampton Court. Aveva circa ventotto anni ed era stata regina per non più di diciotto mesi, sinceramente compianta da tutto il popolo, che l'aveva accolta con favore.
Dopo la sua morte, Enrico cadde in una grave depressione, che tra l'altro minò irreparabilmente la sua salute e consolidò la sua fama sinistra di sovrano spietato, e non si risposò per oltre due anni, fino alle poco fortunate nozze con la principessa tedesca Anna di Clèves. Quando morì, nel 1547, il re si fece seppellire accanto a lei, la moglie che probabilmente amava di più, nella Saint George's Chapel del castello di Windsor, in una sobria tomba al centro del coro della cappella, tuttora esistente.
Il figlio della coppia, Edoardo VI d'Inghilterra, ebbe un regno breve e turbolento e, di fatto, non governò mai direttamente, ma fu un semplice burattino nelle mani dell'ambizioso lord protettore, Edward Seymour, I duca di Somerset, fratello della defunta Jane; il re morì, non ancora sedicenne, nel 1553.
Entrambi i fratelli di Jane, Edward Seymour e Thomas Seymour, vennero giustiziati durante il regno del nipote Edoardo VI con accuse di alto tradimento. 

## Al cinema
Il personaggio di Jane Seymour è apparso in numerosi film:
- Anna Bolena - Dramma storico (Anna Boleyn) (1920)
- Le sei mogli di Enrico VIII (The Private Life of Henry VIII) (1933)
- Anna Bolena (Catalina de Inglaterra) (1953)
- Anna dei mille giorni (Anne of the Thousand Days) (1969)
- Le sei mogli di Enrico VIII (The Six Wives of Henry VIII) (1970)
- Tutte le donne del re (Henry VIII and His Six Wives) (1972)
- Henry VIII (1991) Film TV
- The Six Wives of Henry VIII (2001)
- Henry VIII (2003) Miniserie TV
- I Tudors (The Tudors) (2007 - 2010) Serie TV
- L'altra donna del re (The Other Boleyn Girl) (2008)
- Wolf Hall (2015-) Serie TV

## Ascendenza
|                   |                  |                      | Genitori                              |  |  | Nonni |  |  | Bisnonni     |  |  | Trisnonni    |  |
|                   |                  |                      |                                       |  |  |       |  |  | John Seymour |  |  | John Seymour |  |
|                   |                  |                      |                                       |  |  |       |  |  | John Seymour |  |  | John Seymour |  |
|                   |                  | Isabel William       |                                       |  |  |       |  |  | John Seymour |  |  |              |  |
| John Seymour      |                  |                      |                                       |  |  |       |  |  | John Seymour |  |  |              |  |
|                   |                  | Elizabeth Coker      | Robert Coker                          |  |  |       |  |  |              |  |  |              |  |
|                   |                  | Elizabeth Coker      | Robert Coker                          |  |  |       |  |  |              |  |  |              |  |
|                   |                  | Elizabeth Coker      | Margaret                              |  |  |       |  |  |              |  |  |              |  |
| John Seymour      |                  | Elizabeth Coker      |                                       |  |  |       |  |  |              |  |  |              |  |
|                   |                  | George Darell        | William Darrell                       |  |  |       |  |  |              |  |  |              |  |
|                   |                  | George Darell        | William Darrell                       |  |  |       |  |  |              |  |  |              |  |
|                   |                  | George Darell        | Elizabeth Calstone                    |  |  |       |  |  |              |  |  |              |  |
| Elizabeth Darrell |                  | George Darell        |                                       |  |  |       |  |  |              |  |  |              |  |
|                   |                  | Margaret Stourton    | John Stourton, I barone Stourton      |  |  |       |  |  |              |  |  |              |  |
|                   |                  | Margaret Stourton    | John Stourton, I barone Stourton      |  |  |       |  |  |              |  |  |              |  |
|                   |                  | Margaret Stourton    | Marjory Wadham                        |  |  |       |  |  |              |  |  |              |  |
| Jane Seymour      |                  | Margaret Stourton    |                                       |  |  |       |  |  |              |  |  |              |  |
|                   | Philip Wentworth | Roger Wentworth      |                                       |  |  |       |  |  |              |  |  |              |  |
|                   | Philip Wentworth | Roger Wentworth      |                                       |  |  |       |  |  |              |  |  |              |  |
|                   | Philip Wentworth | Margery le Despencer |                                       |  |  |       |  |  |              |  |  |              |  |
| Henry Wentworth   | Philip Wentworth |                      |                                       |  |  |       |  |  |              |  |  |              |  |
|                   |                  | Mary Wentworth       | John Clifford, VII barone de Clifford |  |  |       |  |  |              |  |  |              |  |
|                   |                  | Mary Wentworth       | John Clifford, VII barone de Clifford |  |  |       |  |  |              |  |  |              |  |
|                   |                  | Mary Wentworth       | Elizabeth Percy                       |  |  |       |  |  |              |  |  |              |  |
| Margery Wentworth |                  | Mary Wentworth       |                                       |  |  |       |  |  |              |  |  |              |  |
|                   |                  | John Say             | John Say                              |  |  |       |  |  |              |  |  |              |  |
|                   |                  | John Say             | John Say                              |  |  |       |  |  |              |  |  |              |  |
|                   |                  | John Say             | Maud                                  |  |  |       |  |  |              |  |  |              |  |
| Anne Say          |                  | John Say             |                                       |  |  |       |  |  |              |  |  |              |  |
|                   |                  | Elizabeth Cheney     | Lawrence Cheney                       |  |  |       |  |  |              |  |  |              |  |
|                   |                  | Elizabeth Cheney     | Lawrence Cheney                       |  |  |       |  |  |              |  |  |              |  |
|                   |                  | Elizabeth Cheney     | Elizabeth Cokayne                     |  |  |       |  |  |              |  |  |              |  |
|                   |                  | Elizabeth Cheney     |                                       |  |  |       |  |  |              |  |  |              |  |